# Arnaut Daniel
Arnaut Daniel, italianizzato in Arnaldo Daniello, o Daniele (Ribérac, 1150 circa – 1210 circa), è stato un poeta e trovatore francese di lingua occitana.

## Biografia
Le poche notizie che abbiamo su questo trovatore si ricavano principalmente dall'antica vida: da essa, infatti, sappiamo che proveniva da Ribérac, in Dordogna (nella regione dell'Aquitania, vescovado di Périgord), che nacque da una famiglia della piccola nobiltà ("fo gentils hom"), che studiò il latino e fu dunque uomo "litteratus", probabilmente destinato alla carriera ecclesiastica, che si dedicò, in principio solo in maniera amatoriale, al "trobar" e che questa inclinazione lo spinse a lasciare le lettere e farsi giullare professionista, che si compiacque di comporre rime molto ricercate, difficili da comprendere e da imparare.
In una delle sue canzoni (Doutz brais e critz) Arnaut ricorda di aver assistito alla incoronazione di Filippo Augusto, avvenuta il 21 maggio del 1180 (“al coronar fui del bon rei d'Estampa”). Si tratta dell'unico riferimento di carattere autobiografico presente nei suoi scritti.
Fu in rapporti poetici col nobile trovatore Bertran de Born e a lui fu legato da amicizia così profonda che i due giunsero a chiamarsi l'un l'altro col senhal Dezirat. Come Bertran, anche Arnaut ebbe la protezione di Riccardo Cuor di leone. La razo della canzone Anc ieu non l'aic racconta che una volta Riccardo lo avrebbe messo in competizione con un altro poeta di corte per chi fosse riuscito a comporre la canzone più bella nell'arco di tempo di dieci giorni. Arnaut, forse perché incapace di comporre “a comando” (così ipotizza Ezra Pound), si sarebbe limitato a spiare l'avversario e a impararne di nascosto i versi. Offertosi di recitare per primo, avrebbe eseguito la composizione del rivale che, non avendo altro da presentare, risultò perdente nella sfida. Da un altro testo attribuito a Raimon de Durfort, contemporaneo di Arnaut, sappiamo che il nostro trovatore si ridusse in povertà a causa del gioco dei dadi. Arnaut Daniel è ritenuto l'inventore della sestina lirica, una forma che, secondo Paolo Canettieri, sarebbe legata alla sua attività di giocatore. Secondo Benvenuto da Imola, da anziano si fece monaco.
Di Arnaut si conservano 18 composizioni, due delle quali provviste di notazione musicale; tutte, tranne una, sono di argomento amoroso e sono caratterizzate da rime complesse e lessico raro e oscuro, una variante del trobar clus il "trobar ric".
Non si possono considerare autobiografici, se non in senso molto lato, i versi famosissimi posti in coda a una sua celebre canzone (En cest sonet coind'e leri) nei quali Arnaut Daniel descrive il proprio stato d'animo e la condizione di povertà morale e materiale in cui si trovava:
e chatz la lebre ab lo bou
e nadi contra suberna.»
(Io sono Arnaut che ammassa l'aria /
e va a caccia della lepre col bue /
e nuota contro corrente).

## Fortuna di Arnaut Daniel

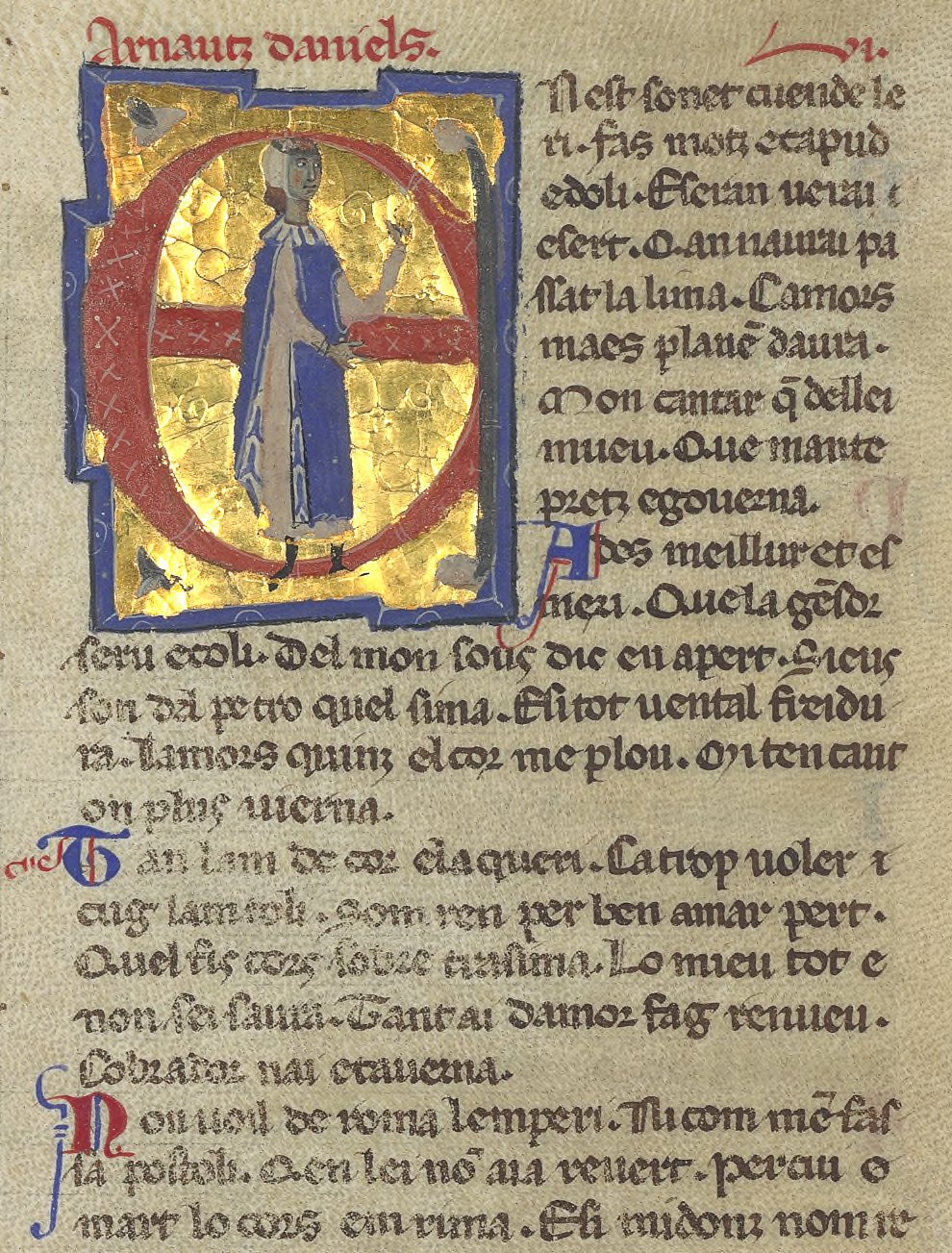
Pagina di un "chansonnier" del XIII secolo riportante una raffigurazione di Arnaut Daniel

È noto che Dante Alighieri tenne in grande considerazione i suoi versi, tanto da chiamarlo padre della Lirica, e a lui si ispirò in alcune composizioni e lo citò, fra l'altro, nel Purgatorio. Dante ricorda infatti Arnaut Daniel in un sonetto giovanile in cui appare per la prima volta alle prese con rime rare e difficili e col linguaggio metaforico che poi evolverà nelle Rime petrose, in una di queste ("Al poco giorno e al gran cerchio d'ombra") viene ripreso lo schema della sestina arnaldiana di Lo ferm voler qu'el cor m'intra, con sei parole-rima e il raffinato gioco d'intarsi che ne deriva. Nel De vulgari eloquentia sono citate alcune sue liriche.
Notissima è la menzione presente nella “Divina Commedia”: qui Arnaut Daniel è collocato tra i lussuriosi, nel Canto XXVI del Purgatorio, insieme con Guido Guinizzelli che nel poema lo indica a Dante riferendosi a lui come al migliore dei poeti che hanno scritto in volgare:
col dito - e additò un spirto innanzi -
fu miglior fabbro del parlar materno.
Versi d'amore e prose di romanzi
soverchiò tutti: e lascia dir li stolti
che quel di Lemosì credon ch'avanzi.»
(Purg. XXVI, 115-120)
Questi versi che Dante fa pronunciare a Guinizzelli sono stati oggetto di vari studi e contrastanti interpretazioni. Sulla base dell'espressione “versi d'amore e prose di romanzi” alcuni ritennero che Arnaut fosse stato autore anche di scritti in prosa, scritti che sarebbero poi andati perduti (gli fu attribuito persino un Lancillotto). Questa tesi, che pure trovò sostenitori di prestigio, come Luigi Pulci, nel Morgante e Torquato Tasso, Discorsi del poema eroico, è stata oggi decisamente abbandonata.
Nei versi successivi, attraverso le parole di Guinizzelli, Dante sostiene la superiorità di Arnaut su Guiraut de Bornelh (“quel di Lemosì”, cosiddetto con riferimento alla regione francese del Limosino della quale Guiraut era originario) che altri consideravano il migliore dei Trovatori.
L'incontro tra Dante e Arnaut inizia coi seguenti versi:
e dissi ch'al suo nome il mio disire
apparecchiava grazioso loco.»
(Purg. XXVI,136-138)
Nei versi successivi Dante fa parlare Arnaut nella materna lingua provenzale:
“Tan m'abellis vostre cortes deman,
qu’ieu no me puesc ni voill a vos cobrire.
Ieu sui Arnaut, que plor e vau cantan;
consiros vei la passada folor,
e vei jausen lo joi qu'esper, denan.
Ara vos prec, per aquella valor
que vos guida al som de l'escalina,
sovenha vos a temps de ma dolor!”.
Poi s'ascose nel foco che li affina.»
(Purg., XXVI, 139-148)
(“Tanto mi piace la vostra cortese domanda/ che io non posso né voglio a voi celarmi./ Io sono Arnaldo, che piango e vado cantando;/ afflitto vedo la passata follia,/ e lieto vedo, davanti (a me), la gioia che spero./ Ora vi prego, in nome di quel valore che vi guida alla sommità della scala,/ al tempo opportuno vi sovvenga del mio dolore”).
Il nome di Arnaut ricorre più volte nel De Vulgari Eloquentia dove si fa spesso riferimento alla sua tecnica compositiva (ad indicem).
Anche Petrarca nel Trionfo d'amore (IV, 40 ss) lodò le sue composizioni e di lui scrisse:
gran maestro d'amor; ch’alla sua terra
Ancor fa onor col suo dir novo e bello.»
Importante è la sua influenza su poeti catalani come Jordi de Sant Jordi, Andreu Febrer e Cerverí de Girona.
Va ricordato che alcuni studiosi, tra primo e secondo Ottocento, (Friedrich Diez, Giovanni Galvani, Alfred Jeanroy, tra gli altri) si mostrarono estremamente critici verso l‘opera di Daniel che da questi fu accusato di “freddo virtuosismo” e bollato con aggettivi quali banale, frivolo, puerile e bizzarro.
Nel XX secolo, invece, fu particolarmente apprezzato da Ezra Pound che lo considerò il più grande poeta mai vissuto e tradusse in inglese i suoi versi. Particolare è l'approccio di Pound che studiò Daniel con l'occhio “del poeta” più che del filologo, interessato quindi soprattutto allo studio di “alcune forze, alcuni elementi, o qualità - come egli stesso dichiarò - che erano operanti nelle letterature medievali [...] e che sono ancora certamente operanti nelle nostre”.
La cosiddetta “sestina di Arnaldo”, diffusa da Dante e Petrarca, infatti, fu usata in tempi più recenti da Giosuè Carducci, Gabriele D'Annunzio, Giuseppe Ungaretti e Franco Fortini.

## Edizioni
Si riportano di seguito le principali edizioni delle canzoni di Arnaut Daniel.
- La vita e le opere del trovatore Arnaldo Daniello, ed. critica corredata delle varianti di tutti i manoscritti, d'un'introduzione storico-letteraria e di versione, note, rimario e glossario a cura di Ugo Angelo Canello, Halle, Max Niemeyer, 1883;
- Les poésies d'Arnaut Daniel, réédition critique d'après Canello avec traduction française et notes... [par] René Lavaud, Toulouse-Périgueux, 1910; e rist. in facs. Genève, Slatkine Reprints, 1973;
- Canzoni, edizione critica, studio introduttivo, commento e traduzione a cura di Gianluigi Toja; prefazione di G. Contini, Firenze, Sansoni, 1960;
- Le canzoni di Arnaut Daniel, edizione critica a cura di Maurizio Perugi, Milano, Napoli, R. Ricciardi, 1978, 2 volumi;
- The poetry of Arnaut Daniel, edited and translated by James J. Wilhelm, New York - London, Garland, 1981;
- I canti, traduzione dal provenzale di Paulo Pampana, S.l., Giglio rosso, 1986;
- Il sirventese e le canzoni, a cura di Mario Eusebi, Milano, All'insegna del pesce d'oro, 1984;
- Poesias, traduccion, introduccion y notas por Martin de Riquer, Barcelona, Quaderns Crema, Sirmio, 1994;
- L'aur'amara, a cura di Mario Eusebi, Parma, Pratiche, 1995;
- Canti di scherno e d'amore, traduzione di Pietro Tripodo, con un saggio di Paolo Canettieri, Roma, Fazi, 1997 (il volume è stato ristampato, in versione ampliata, ed è scaricabile al seguente indirizzo: http://www.insulaeuropea.eu/2017/10/01/arnaut-daniel-di-pietro-tripodo-venti-anni-dopo/
- Sirventese e canzoni, a cura di Giosuè Lachin, traduzione di Fernando Bandini, Torino, Einaudi, 2000.